# Sugōisobe-jinja

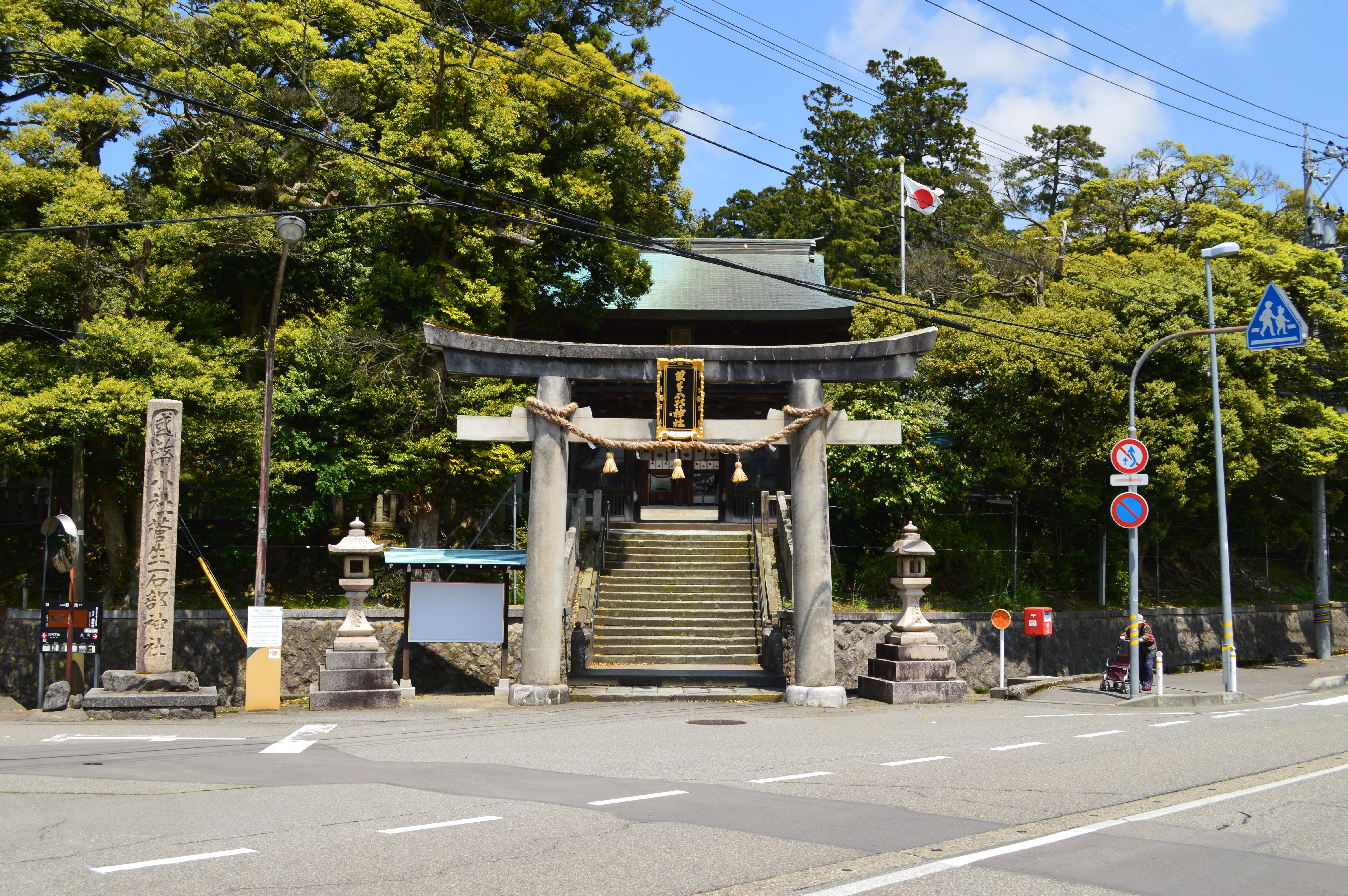
Torii

Sugōisobe-jinja (菅生石部神社) är en shinto-helgedom belägen på Daishōji-området i Kaga, Ishikawa prefektur. Den nämns i engishiki år 927, och dess shakaku-rang var kokuhei shōsha (nationell helgedom, 3:e rang). Den var av näst högsta rangen i Kaga provinsen. Numera är helgedomen under direkt kontroll av Jinja Honchō (Shintoförbundet). Den kallas vardagligt för "Shikichi Tenjin" eller "Sugō Tenjin".

## Dyrkadekami
Helgedomens gudom är Sugōisobe no Kami, vilket är ett övergripande namn för de tre gudarna Amatsuhikohikohohodemi no Mikoto, Toyotama-hime no Mikoto, och Ugayafukiaezu no Mikoto.
Det finns dock olika teorier om gudomens identitet, och vissa menar att det istället är Sukunabikona.

## Historia
Det sägs att helgedomen grundades då en svår sjukdom bredde ut sig över trakten år 585, och man förde hit Sugōisobe no Kami från det kejserliga hovet. I engishiki jinmyōchō (en uppteckning av alla helgedomar i japan sammanställd år 927) räknas den som shōsha, och den var ni no miya (näst högsta rangen) i Kaga provinsen. Sedan urminnes tider har helgedomen varit högt ansedd bland kejserliga hovet samt krigarklassen, och år 940 upphöjdes guden till shōshii no ge (övre fjärde rangen, lägre grad). I sjunde delen av Heike monogatari står det också att Minamoto no Yoshinaka gav en donation hit. Under medeltiden blev hela området en del av Kitano Tenmangūs ägor, och Sugōisobe-jinja fick sitt folkliga namn "Tenjin" av guden som dyrkas där. En staty av en tjur (vilket associeras med Tenjin) står fortfarande kvar som ett minne av den tiden. 
År 1896 höjdes helgedomens rang till kokuhei shōsha.
Guden "Wara Tenjin" i Shikichi-jinja, Kyoto, överfördes ursprungligen härifrån.

## Festivaler
Den 10 februari varje år hålls festivalen Gongan Shinji, även känd som "Takewari-matsuri". År 1987 utsågs den som immateriellt kulturminne av Ishikawa prefektur.

## Området

Honden
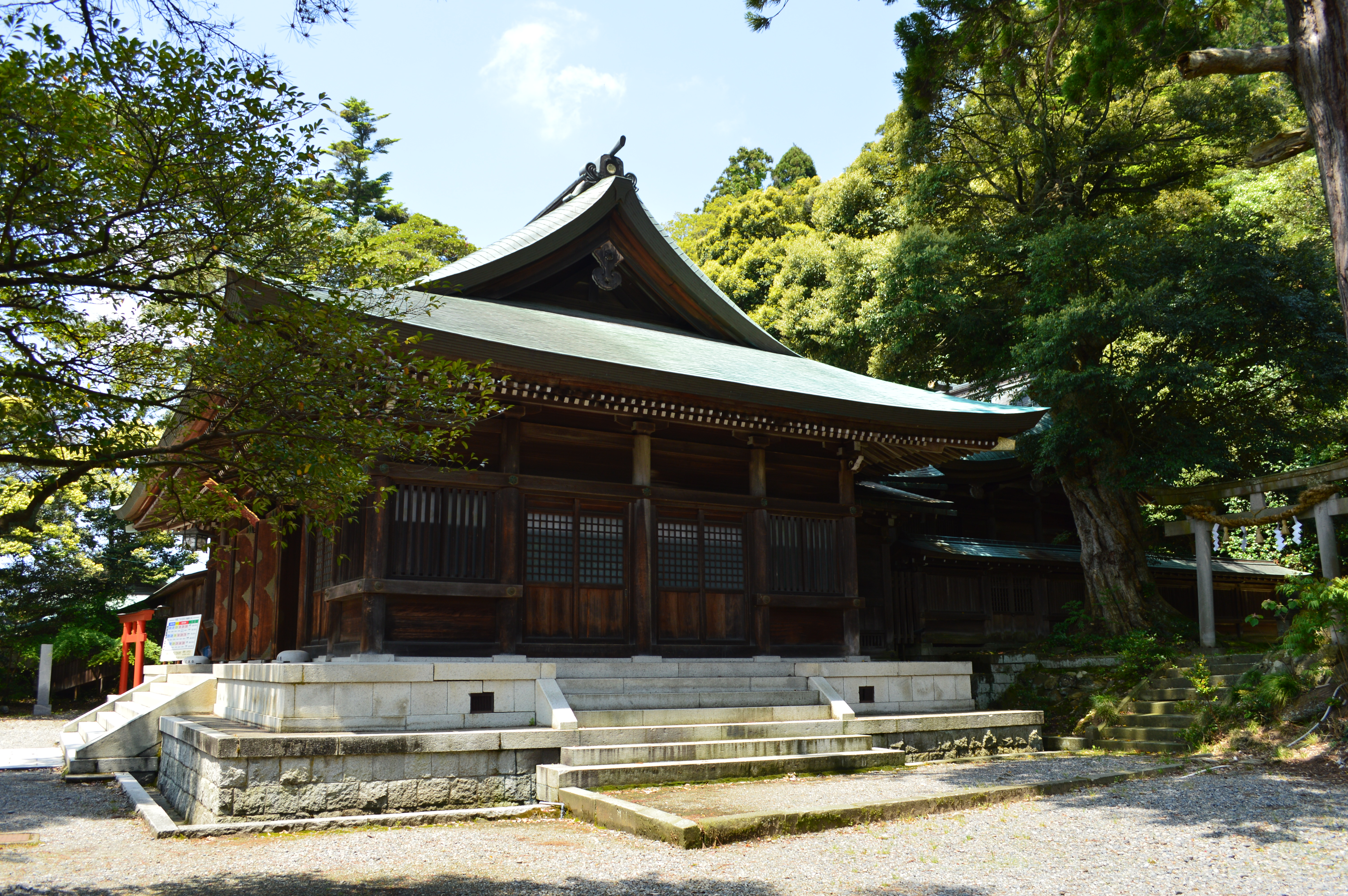
Haiden
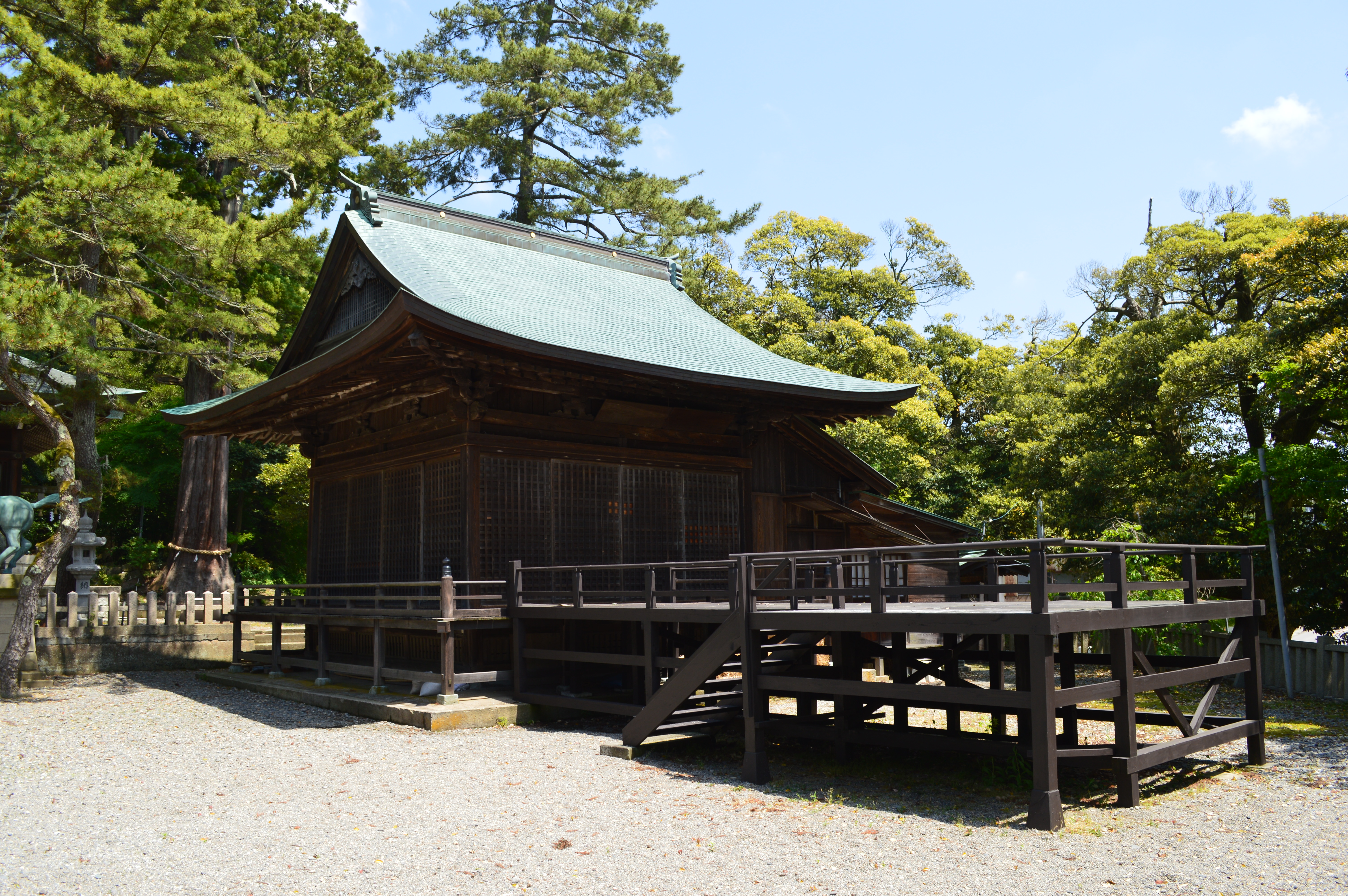
Kaguraden
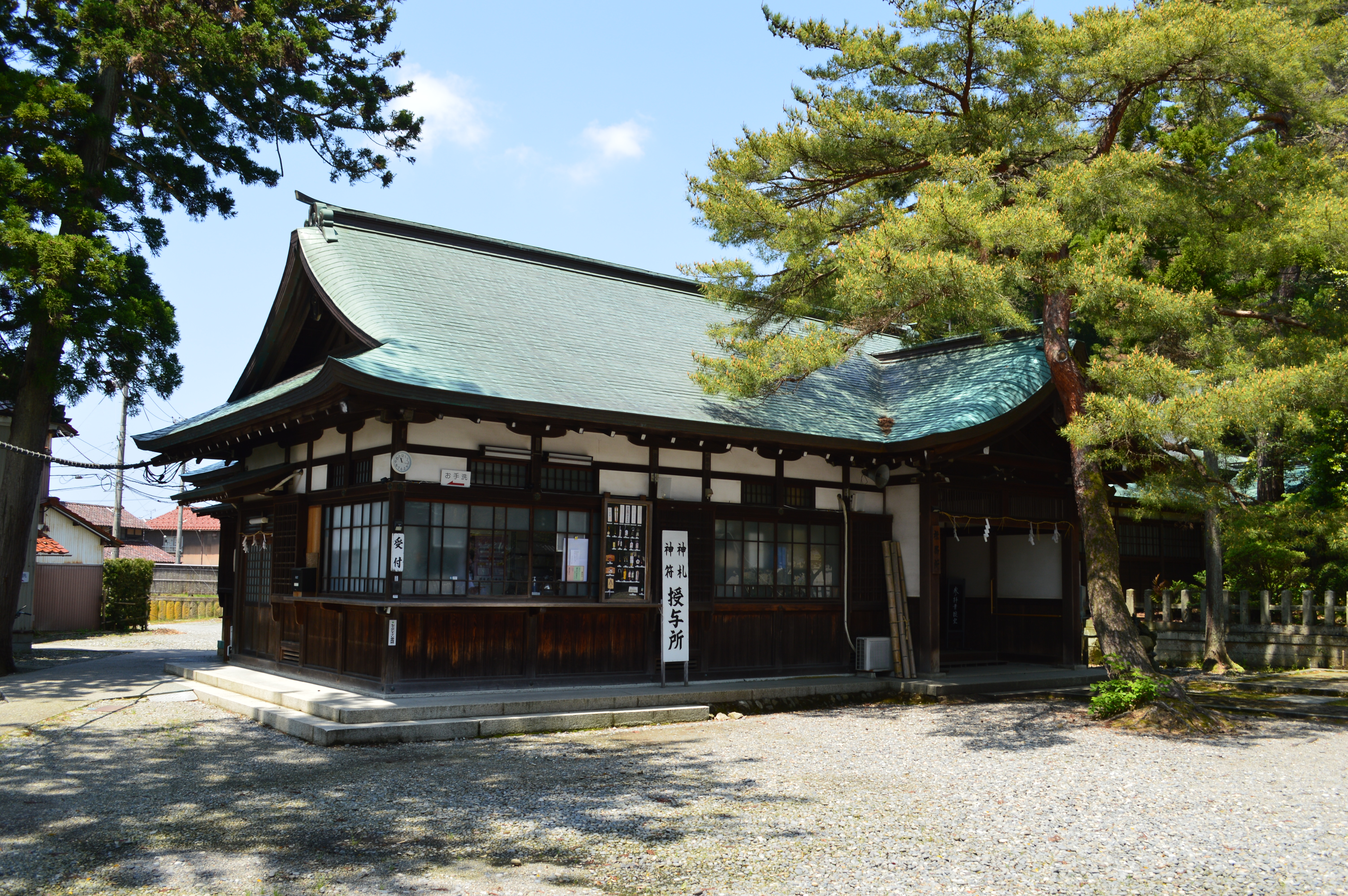
Kontor
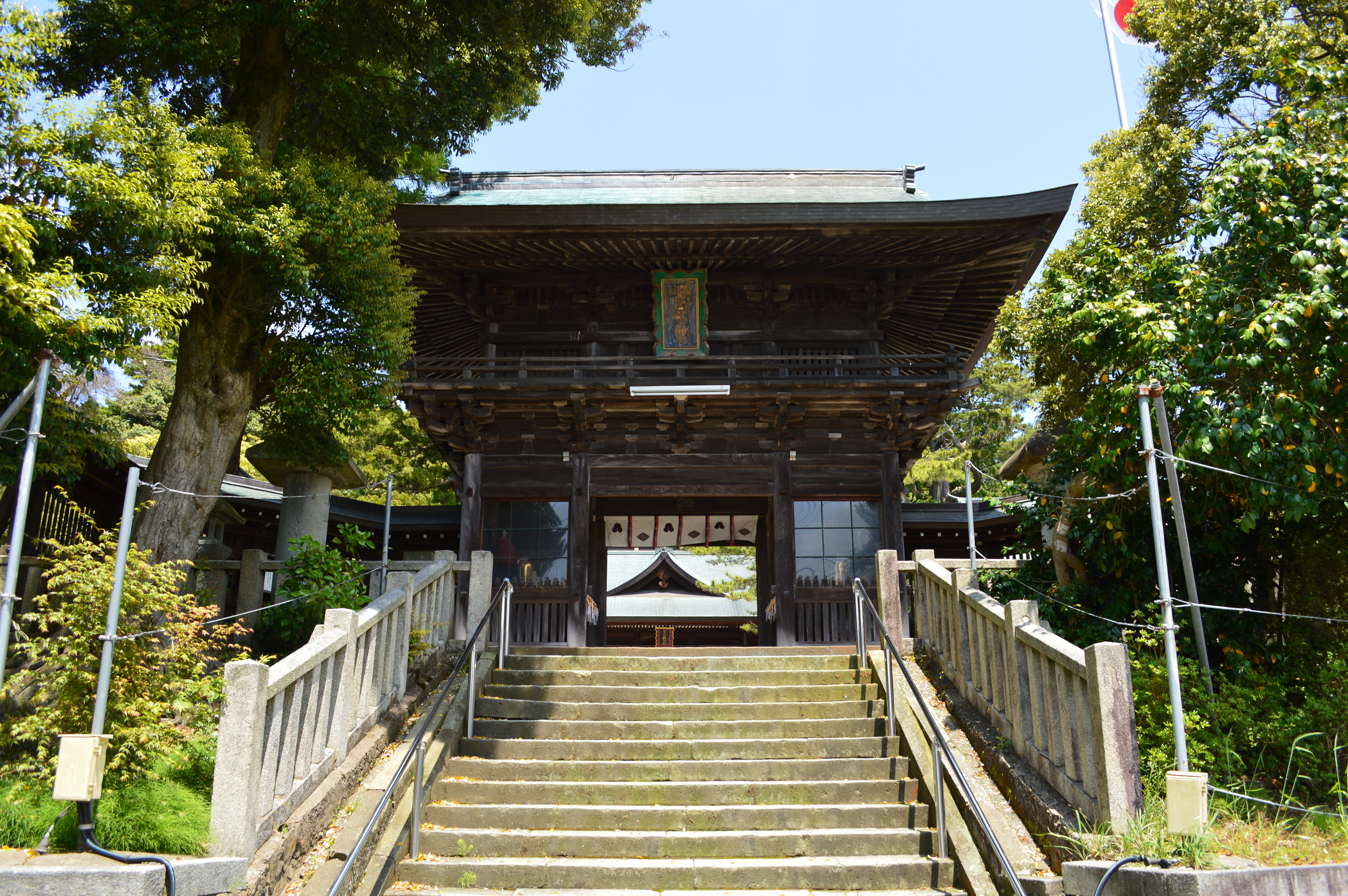
Shinmon
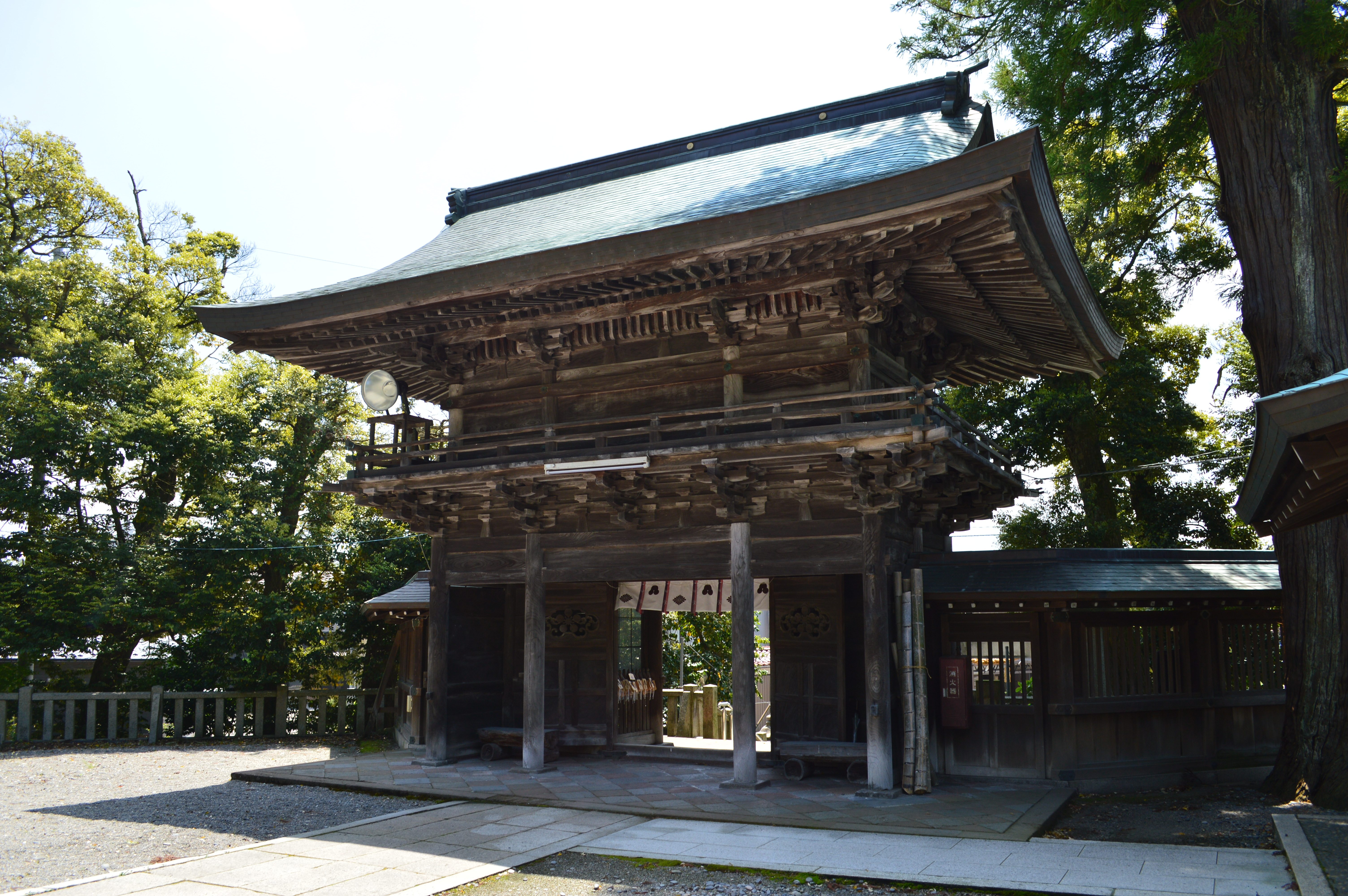
Shinmon (inifrån)
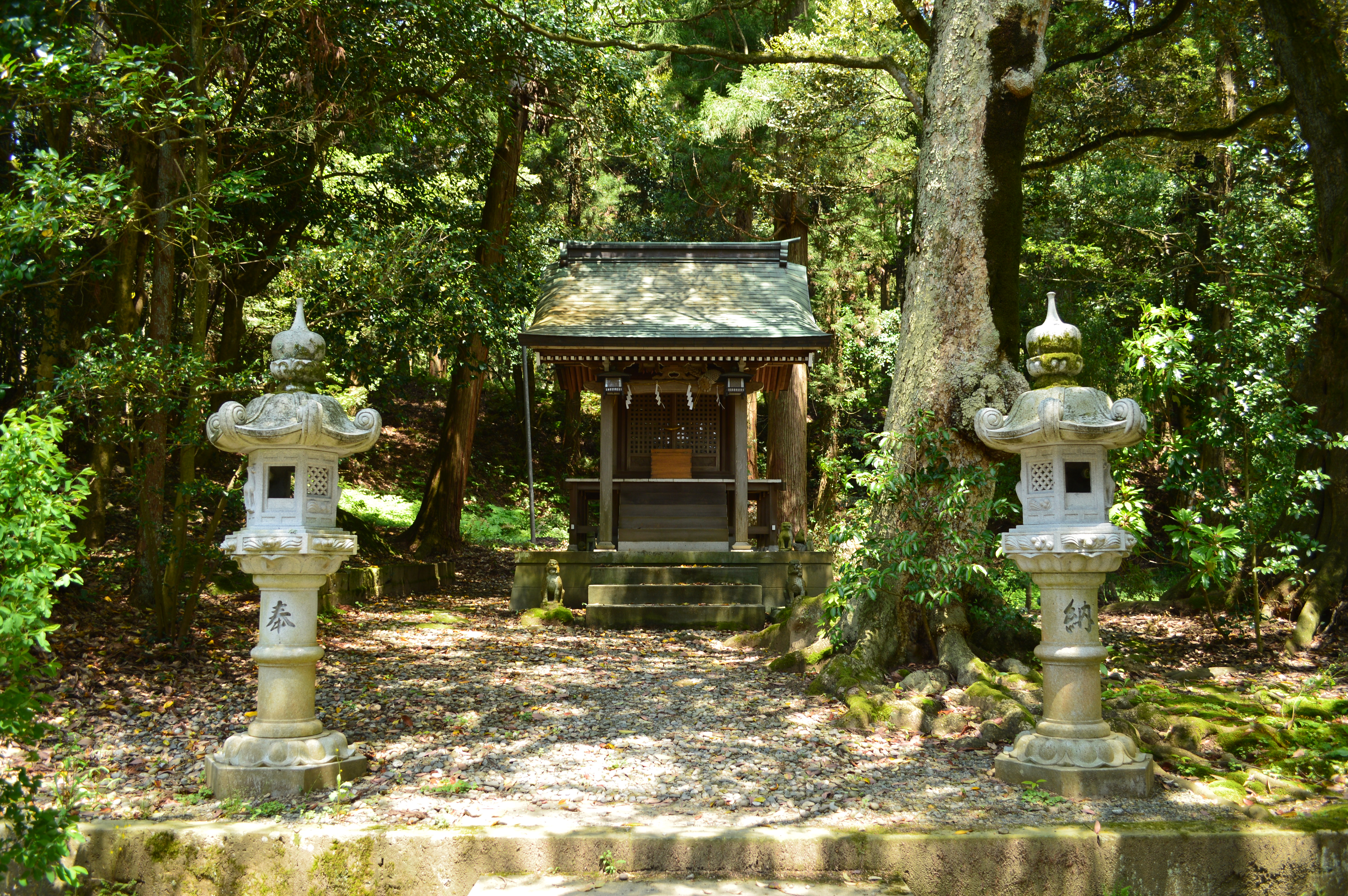
Hakusansha
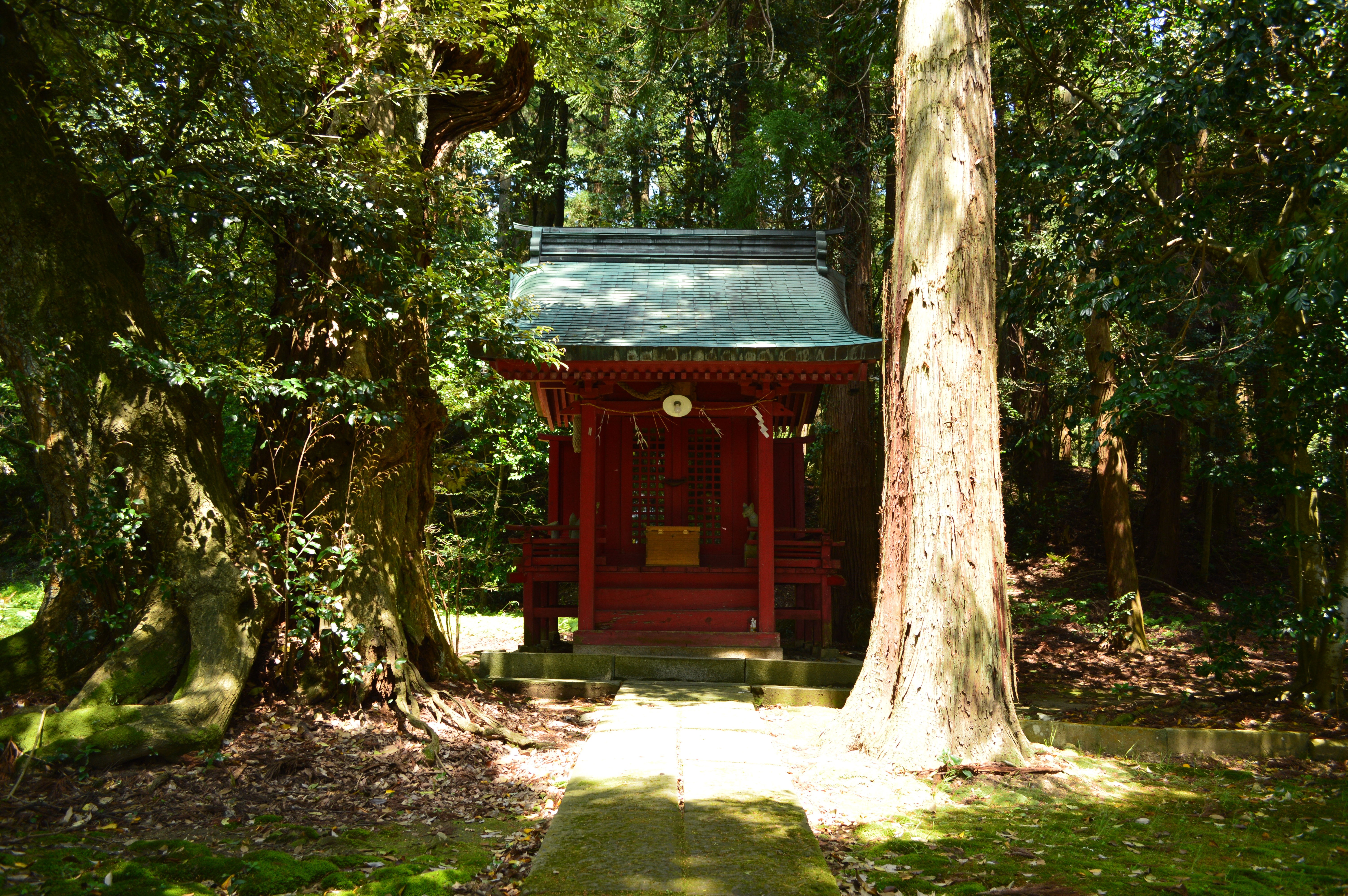
Inarisha